# پیتر کلگان
پیتر کلگان (انگلیسی: Peter Keleghan؛ زادهٔ ۱۶ سپتامبر ۱۹۵۹) بازیگر و نویسنده اهل کانادا است.
از فیلم‌ها یا برنامه‌های تلویزیونی که وی در آن نقش داشته‌است، می‌توان به پروانه‌ای روی چرخ، واکنش دوگانه، چیرز، مادران شاغل، کت‌شلواری‌ها، نجات امید، ماجراهای مرداک، دوجینش ارزان‌تر است ۲، گاز گرفتن جینجر و ساینفلد اشاره کرد.